# Griffon fauve de bretagne
För andra betydelser, se Griffon.
Griffon fauve de bretagne är en hundras från Bretagne i Frankrike. Den är en strävhårig braquehund som finns dokumenterad sedan medeltiden. Historiskt har den använts för drevjakt i koppel (pack) på varg. Sedan vargen blivit utrotad på 1800-talet var även griffon fauve de bretagne nära att dö ut på 1920-talet. 1949 bildades den franska rasklubben som räddat rasen. Den används numer som drivande hund för jakt på räv och vildsvin, men anses vara mindre lämplig för jakt på hare.